# نمایش زاویه‌ای
نمایش زاویه‌ای یا نمایش فازوری گونه‌ای نشانه‌گذاری است که در الکترونیک به کار می‌رود.
 {\displaystyle 1\angle \theta } می‌تواند یا بردار  {\displaystyle (\cos \theta ,\sin \theta )\,}  یا عدد مختلط  {\displaystyle \cos \theta +j\sin \theta =e^{j\theta }\,}  را نشان بدهد که هر دو بزرگی ۱ دارند. برداری که مختصات قطبی آن بزرگی  {\displaystyle A}  و زاویه  {\displaystyle \theta }  است به صورت  {\displaystyle A\angle \theta } نوشته می‌شود.
برای تبدیل شکل قطبی و دکارتی به یکدیگر، به تبدیل مختصات قطبی و دکارتی رجوع کنید.
در الکترونیک و مهندسی برق، ممکن است تبدیل ضمنی درجه به رادیان نیز مد نظر باشد.
برای مثال فرض می‌شود که  {\displaystyle 1\angle 90}  معادل است با  {\displaystyle 1\angle 90^{\circ }} ، که همان بردار  {\displaystyle (0,1)\,}  یا عدد  {\displaystyle e^{j\pi /2}\,} است.